# Bob-Europameisterschaft 1977
Die Bob-Europameisterschaft 1977 sollte am 19. und 20. Februar im Zweierbob und am 27. und 28. Februar 1977 im Viererbob auf der neugebauten Kunsteisbahn im rumänischen Wintersportort Sinaia in den Karpaten ausgetragen werden. Seit 1971 war dort anstelle einer alten Natureisbahn eine moderne Eisbahn geplant und gebaut worden, die 1976 ihre ersten internationalen Wettkämpfe mit den Bob-Juniorenweltmeisterschaften erlebte. Allerdings wurde die Bahn nicht komplett künstlich gekühlt, was letztlich der bevorstehenden EM-Austragung zum Verhängnis wurde. Wenige Tage vor dem Start der Zweier-Konkurrenz mehrten sich die Anzeichen, dass die Austragung in Gefahr geriet. Speziell zwei Kurven waren durch erhöhte Temperaturen in Mitleidenschaft gezogen. Der Zustand der Bahn war so fragil, dass noch nicht einmal trainiert werden konnte. Da bis zum 17. Februar noch nicht ein Trainingslauf stattgefunden hatte, reisten sämtliche Mannschaften am Freitag, den 18. Februar 1977, ab und die EM wurde abgesagt. Zwischenzeitlich waren Ersatzlösungen auf den Bahnen in Cervinia und Igls im Gespräch, die aber letztlich nicht zum Tragen kamen. Für den Standort Sinaia blieb es beim einmaligen Versuch, eine internationale Bob-Meisterschaft auszutragen. Die Bahn wurde in etwas verkürzter Form von nun an vor allem für den Rennschlittensport genutzt.